# Briana
Briana è una frazione del comune di Noale in provincia di Venezia.
Il primo documento che cita il nome di Briana (bosco di Briana) è del 1168, come suddivisione di terreni fra fratelli da Crespignaga (Archivio di Stato di VE-Notai da Noale).
Poi nel 1220, nell'atto di vendita di Stigliano che fa l'advocatus Guido tempesta al cavaliere Aldobrandino (Trascrizioni nell'archivio privato del conte Gherardo Avogadro degli Azzoni).
Uno successivo è del 1307, atto del Comune di Treviso. (Carlo Agnoletti: treviso e le sue pievi, 1898 vol II, pag. 123).
Briana è una parrocchia del Vicariato di Noale e della Diocesi di Treviso.
Briana è nota come paese natale di Pietro Fortunato Calvi.

## Geografia fisica
Briana, una delle tre frazioni di Noale, si trova a sud-ovest del capoluogo comunale, al centro di una zona rurale.

## Monumenti e luoghi d'interesse

### Chiesa di San Giovanni Battista
La prima citazione di una chiesa in Briana risale al 1152. in quel tempo il Vescovo di Treviso Bonifacio pose la prima pietra in una località denominata Villanova. La si vuole intitolata a san Tommaso di Canterbury fino alla prima metà del XV secolo, poi assumerà il titolo di san Giovanni Battista.
La parrocchiale di San Giovanni Battista fu ricostruita fra il XV e il XVI secolo e rimaneggiata nel 1755 e nell'Ottocento.
Accanto alla chiesa si trova il campanile, edificato nel 1871.

#### Jus patronatus villici
A metà del XV secolo la potente famiglia Comneno ottenne dalla Repubblica di Venezia dei possedimenti in terraferma, fra i quali alcuni nella zona di Briana. Nel 1467 la famiglia Angeli-Comneno, fece costruire la prima chiesa in pietra e dopo alterne vicende ottenne lo Jus patronatus villici cioè il diritto di eleggere il parroco della chiesa (la nobile famiglia aveva il diritto esclusivo alla nomina del legittimo titolare del beneficio (parrocchia) e conseguentemente delle rendite derivate dai terreni dati in affitto della parrocchia di Briana.).
Questa prerogativa provocò varie diatribe con il vescovo di Treviso, con la stessa Repubblica di Venezia e perfino il legato pontificio cardinale Giovanni d'Aragona Legato Apostolico a latere (1456-1485), il quale in quel tempo sostava nel territorio di Noale..
Varie furono le intromissioni succedute negli anni seguenti, in modo particolare dal vescovo di Treviso. Nel 1728 il Senato veneto mette fine alla vicenda, confermando ai brianesi il diritto di eleggere il proprio parroco.
A significare questo privilegio, sulla facciata della chiesa non era affisso lo stemma del vescovo pro-tempore.
L'ultimo parroco eletto direttamente dai capifamiglia fu don Pietro Zandonadi nel 1936. Nel 1966 il Concilio Vaticano II, emanando la Costituzione apostolica Ecclesia Sancta, abroga in via definitiva questo diritto in tutte le parrocchie; nella diocesi di Treviso la consuetudine era in uso anche nelle parrocchie di Pagnano e San Lazzaro.

## Sacelli

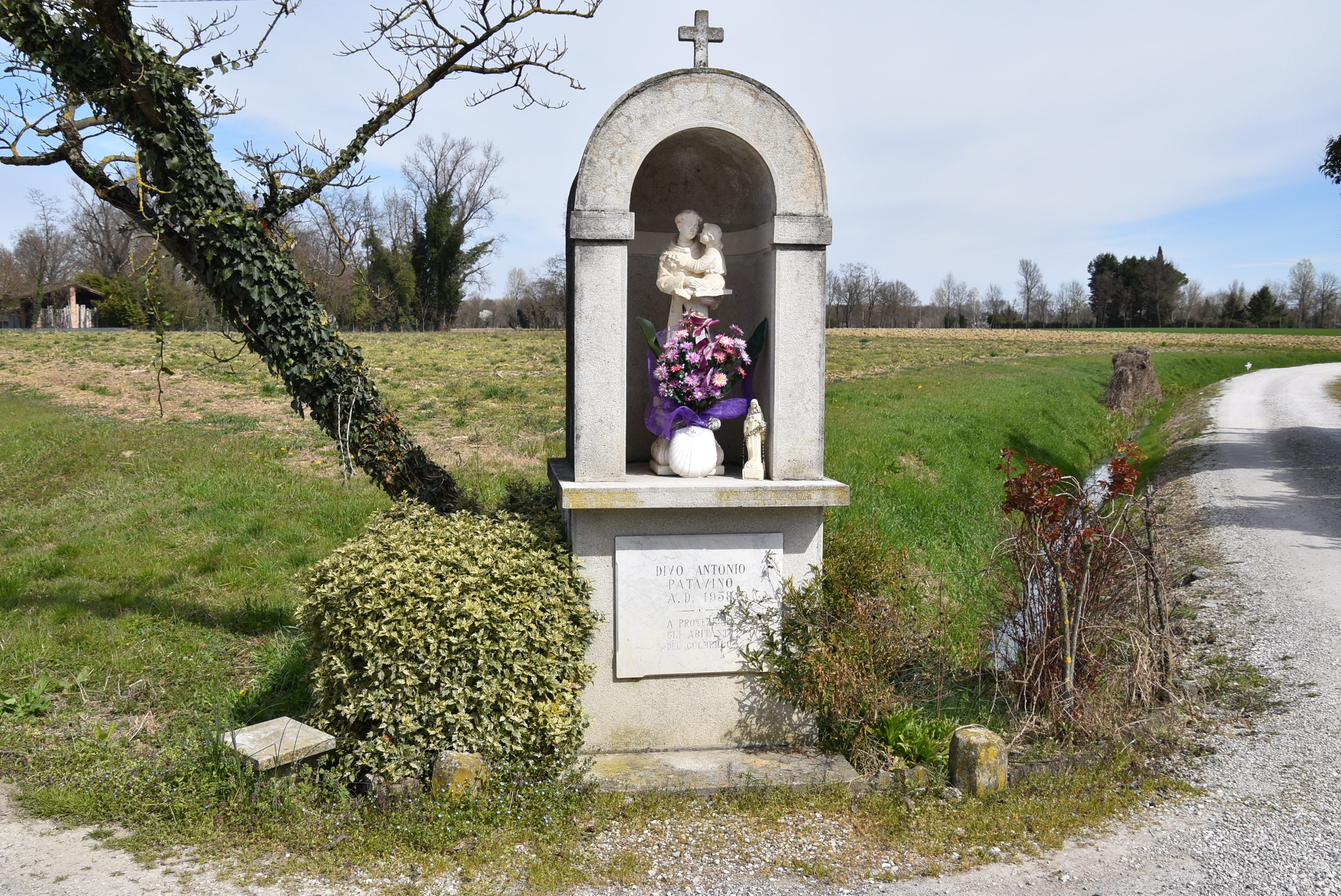
In Via Boschi sacello dedicato a Sant'Anonio

Nel territorio di Briana si trovano alcuni sacelli, collocati generalmente presso i bivi o al centro dei colmelli (come vengono detti, localmente, le piccole borgate di campagna). Di questi si ricordano il capitello dell'Assunta in via Fornace, quello dell'Immacolata in via Valli (eretto nel 1954, anno mariano, ricostruito nel 2007 dopo essere stato abbattuto nel 2000 durante un incidente stradale), quello di Sant'Antonio da Padova in via Boschi e quello della Madonna della strada posto al bivio uscita Briana con la statale 515. Degna di nota anche una chiesetta votiva in via S. Caterina dedicata a Maria del monte Carmelo.
Battaglia di via Parauro.   Viene ricordato lo scontro a fuoco fra un gruppo di partigiani della zona noalese con una squadra di brigate nere che setacciavano il territorio al fine di catturare (e uccidere) gli irregolari (partigiani) che avevano ucciso loro seguaci. Lo scontro a fuoco avvenne il 11 ottobre 1944. Circa 25 partigiani contro un numero stimato il doppio di forze nemiche. Quattro furono i partigiani uccisi e secondo testimoni oculari, almeno una ventina fra le brigate nere. (fonte: Memorie della resistenza a Noale, opuscolo a cura del Comune di Noale, 2006).

## Cultura

### Eventi
- Sagra dea Crose: sagra che si svolge ogni anno attorno al 1º maggio.
- Festa del Cicchetto: festa che si svolge i primi giorni di giugno.
- Palio di Noale: Briana partecipa al Palio di Noale con una propria contrada detta "di San Giovanni", in riferimento al patrono del paese. Si contraddistingue per i colori blu e rosso. Nella sua storia la contrada ha vinto 4 palii, nel 2004, nel 2009, nel 2012, nel 2015 e nel 2023; attualmente è la contrada che detiene più palii